# Lijst van bouwwerken van Doeke Meintema
Dit is een lijst van bouwwerken van de Nederlandse architect Doeke Meintema (1877-1935). Deze lijst heeft niet de pretentie compleet te zijn, aanvullingen zijn welkom.
| Naam                                                                   | Gebouwd     | Plaats            | Straat                                     | Locatie | Bijzonderheden | Foto |
| ---------------------------------------------------------------------- | ----------- | ----------------- | ------------------------------------------ | ------- | --- | ---- |
| Kleine dorpsvilla                                                      | 1908        | Mantgum           | Skillaerdedyk 4                            | Kaart   | Zonder monumentstatus. |      |
| Kleine dorpsvilla                                                      | 1910        | Mantgum           | Dr. Fokkewei 1                             | Kaart   | Rijksmonument 516342. Woning gebouwd voor moeder van de architect. |      |
| Kleine dorpsvilla                                                      | 1913        | Wirdum            | Legedyk 68                                 | Kaart   | Rijksmonument 523212. |      |
| Boerderij                                                              | 1914        | Huins             | Huins 49                                   | Kaart   | Rijksmonument 516351. Stelpboerderij in ambachtelijk-traditionele stijl in Húns. |      |
| Het Verzorgingshuis                                                    | 1914 [1921] | Hilversum         | Egelantierstraat                           | Kaart   | Gesloopt in 1971. Woon- en verzorgingscomplex voor meer dan honderd bejaarden (later 'De Egelantier'). In twee fasen gebouwd (1921, 1932); in 1921 in gebruik genomen. |      |
| Pastorie Gereformeerde Gemeente                                        | 1915        | Eernewoude        | Wiidswei 8                                 | Kaart   | Zonder monumentstatus. |      |
| Pastorie                                                               |             | Bergum            |                                            |         | Zonder monumentstatus. |      |
| Garage met bovenwoning                                                 | 1917        | Leeuwarden        | Weaze                                      |         | |      |
| Gevel kantoorboekenfabriek firma L. Scheepstra                         | 1917        | Leeuwarden        | Zuidergrachtswal 18                        | Kaart   | Rijksmonument 516493. Broekhoven e.a. vermelden dat "De uit 1917 daterende gevel met art déco-elementen van de voorm. kantoorboekenfabriek van de firma L. Scheepstra (Zuidergrachtswal 18) is ontworpen door D. Meintema". De Rijksdienst voor het Cultureel Erfgoed schrijft echter de volledige nieuwbouw toe aan architect H.H. Kramer. |      |
| Leeuwarder Papierwarenfabriek                                          | 1917-1918   | Leeuwarden        | Harlingertrekweg                           | Kaart   | Gesloopt in 2008. Gebouwd in samenwerking met Geert Stapenséa. |      |
| Bergplaats Cichorei-fabriek Bokma de Boer                              | 1918        | Leeuwarden        | Dokkumertrekweg                            |         | |      |
| Tentoonstellingspaviljoen Provinciaal Elektriciteits Bedrijf Friesland | 1920        | Leeuwarden        | Bleekerstraat                              | Kaart   | t.g.v. de Internationale Elektriciteits Tentoonstelling (I.E.T.) van 1920 in Leeuwarden. |      |
| Meintemacomplex Harlingerstraatweg 45-47                               | 1919-1921   | Leeuwarden        | Harlingerstraatweg 45-47                   | Kaart   | Rijksmonument 519799. Middenstandswoningen. |      |
| Meintemacomplex Harlingerstraatweg 49-53                               | 1919-1921   | Leeuwarden        | Harlingerstraatweg 49-53                   | Kaart   | Rijksmonument 519800. Middenstandswoningen. |      |
| Meintemacomplex Harlingerstraatweg 55-59                               | 1919-1921   | Leeuwarden        | Harlingerstraatweg 55-59                   | Kaart   | Rijksmonument 519801. Middenstandswoningen. |      |
| Meintemacomplex Harlingerstraatweg 61-63                               | 1919-1921   | Leeuwarden        | Harlingerstraatweg 61-63 Marssumerstraat 1 | Kaart   | Rijksmonument 519802. Middenstandswoningen. |      |
| Meintemacomplex Harlingerstraatweg 65-67                               | 1919-1921   | Leeuwarden        | Harlingerstraatweg 65-67                   | Kaart   | Rijksmonument 519803. Middenstandswoningen. |      |
| Meintemacomplex Harlingerstraatweg 69-73                               | 1919-1921   | Leeuwarden        | Harlingerstraatweg 69-73                   | Kaart   | Rijksmonument 519804. Middenstandswoningen. |      |
| Meintemacomplex Bildtsestraat 14-16                                    | 1919-1921   | Leeuwarden        | Bildtsestraat 14-16                        | Kaart   | Rijksmonument 519816. Middenstandswoningen, 2-onder-1-kap. |      |
| Meintemacomplex Bildtsestraat 18-26                                    | 1919-1921   | Leeuwarden        | Bildtsestraat 18-26                        | Kaart   | Rijksmonument 519817. Middenstandswoningen. |      |
| Meintemacomplex Bildtsestraat 28-32                                    | 1919-1921   | Leeuwarden        | Bildtsestraat 28-32                        | Kaart   | Rijksmonument 519818. Middenstandswoningen. |      |
| Meintemacomplex Bildtsestraat 7-9                                      | 1919-1921   | Leeuwarden        | Bildtsestraat 7-9                          | Kaart   | Rijksmonument 519819. Middenstandswoningen; 2-onder-1-kap. |      |
| Meintemacomplex Bildtsestraat 11-19                                    | 1919-1921   | Leeuwarden        | Bildtsestraat 11-19                        | Kaart   | Rijksmonument 519820. Middenstandswoningen. |      |
| Meintemacomplex Bildtsestraat 21-25                                    | 1919-1921   | Leeuwarden        | Bildtsestraat 21-25                        | Kaart   | Rijksmonument 519821. Middenstandswoningen. |      |
| Meintemacomplex Marssumerstraat 3-9                                    | 1919-1921   | Leeuwarden        | Marssumerstraat 3-9                        | Kaart   | Rijksmonument 519805. Middenstandswoningen. |      |
| Meintemacomplex Marssumerstraat 4-10                                   | 1919-1921   | Leeuwarden        | Marssumerstraat 4-10                       | Kaart   | Rijksmonument 519806. Middenstandswoningen. |      |
| Meintemacomplex Marssumerstraat 12-18                                  | 1919-1921   | Leeuwarden        | Marssumerstraat 12-18                      | Kaart   | Rijksmonument 519807. Middenstandswoningen. |      |
| Meintemacomplex Menaldumerstraat 2-4                                   | 1919-1921   | Leeuwarden        | Menaldumerstraat 2-4                       | Kaart   | Rijksmonument 519810. Middenstandswoningen; 2-onder-1-kap. |      |
| Meintemacomplex Menaldumerstraat 6-12                                  | 1919-1921   | Leeuwarden        | Menaldumerstraat 6-12                      | Kaart   | Rijksmonument 519811. Middenstandswoningen. |      |
| Meintemacomplex Menaldumerstraat 14-16                                 | 1919-1921   | Leeuwarden        | Menaldumerstraat 14-16                     | Kaart   | Rijksmonument 519812. Middenstandswoningen; 2-onder-1-kap. |      |
| Meintemacomplex Engelumerstraat 15, Menaldumerstraat 18                | 1919-1921   | Leeuwarden        | Engelumerstraat 15, Menaldumerstraat 18    | Kaart   | Rijksmonument 519813. Middenstandswoningen; 2-onder-1-kap. |      |
| Meintemacomplex Engelumerstraat 3-13                                   | 1919-1921   | Leeuwarden        | Engelumerstraat 3-13                       | Kaart   | Rijksmonument 519814. Middenstandswoningen. |      |
| Meintemacomplex Engelumerstraat 1                                      | 1919-1921   | Leeuwarden        | Engelumerstraat 1                          | Kaart   | Rijksmonument 519815. Middenstandswoning. |      |
| Meintemacomplex Franekerstraat 72-74                                   | 1919-1921   | Leeuwarden        | Franekerstraat 72-74                       | Kaart   | Rijksmonument 519808. Middenstandswoningen. |      |
| Meintemacomplex Franekerstraat 68-70                                   | 1919-1921   | Leeuwarden        | Franekerstraat 68-70                       | Kaart   | Rijksmonument 519809. Middenstandswoningen. |      |
| Winkel met bovenwoning                                                 | 1923-1924   | Leeuwarden        | Bij de Put 2, Breedstraat 43               | Kaart   | Gemeentelijk monument 0080/71 |      |
| Winkel met bovenwoning                                                 | 1924        | Leeuwarden        | Bleeklaan 37                               | Kaart   | Zonder monumentstatus. Vroeger een winkel van Coöperatie Excelsior, daarna een tabakswinkel, tegenwoordig een woonhuis. |      |
| Het Rode Dorp Jacob Backerstraat 4-18                                  | 1924        | Harlingen         | Jacob Backerstraat 4-18                    | Kaart   | Zonder monumentstatus. Onderdeel van een bouwproject van 102 arbeiders- en middenstandswoningen in opdracht van Woningbouwvereniging Harlingen. |      |
| Het Rode Dorp Jacob Backerstraat 1-7                                   | 1924        | Harlingen         | Jacob Backerstraat 1-7                     | Kaart   | Zonder monumentstatus. Onderdeel van een bouwproject van 102 arbeiders- en middenstandswoningen in opdracht van Woningbouwvereniging Harlingen. |      |
| Het Rode Dorp Jacob Backerstraat 9-13                                  | 1924        | Harlingen         | Jacob Backerstraat 9-13                    | Kaart   | Zonder monumentstatus. Onderdeel van een bouwproject van 102 arbeiders- en middenstandswoningen in opdracht van Woningbouwvereniging Harlingen. |      |
| Het Rode Dorp Nicolaas Baurstraat 2-4                                  | 1924        | Harlingen         | Nicolaas Baurstraat 2-4                    | Kaart   | Zonder monumentstatus. Onderdeel van een bouwproject van 102 arbeiders- en middenstandswoningen in opdracht van Woningbouwvereniging Harlingen. |      |
| Het Rode Dorp Nicolaas Baurstraat 1-17                                 | 1924        | Harlingen         | Nicolaas Baurstraat 1-17                   | Kaart   | Zonder monumentstatus. Onderdeel van een bouwproject van 102 arbeiders- en middenstandswoningen in opdracht van Woningbouwvereniging Harlingen. |      |
| Het Rode Dorp Nicolaas Baurstraat 19-45                                | 1924        | Harlingen         | Nicolaas Baurstraat 19-45                  | Kaart   | Zonder monumentstatus. Onderdeel van een bouwproject van 102 arbeiders- en middenstandswoningen in opdracht van Woningbouwvereniging Harlingen. |      |
| Het Rode Dorp Petrus Feddesstraat 6-10                                 | 1924        | Harlingen         | Petrus Feddesstraat 6-10                   | Kaart   | Zonder monumentstatus. Onderdeel van een bouwproject van 102 arbeiders- en middenstandswoningen in opdracht van Woningbouwvereniging Harlingen. |      |
| Het Rode Dorp Petrus Feddesstraat 12-22                                | 1924        | Harlingen         | Petrus Feddesstraat 12-22                  | Kaart   | Zonder monumentstatus. Onderdeel van een bouwproject van 102 arbeiders- en middenstandswoningen in opdracht van Woningbouwvereniging Harlingen. |      |
| Het Rode Dorp Petrus Feddesstraat 1-5                                  | 1924        | Harlingen         | Petrus Feddesstraat 1-5                    | Kaart   | Zonder monumentstatus. Onderdeel van een bouwproject van 102 arbeiders- en middenstandswoningen in opdracht van Woningbouwvereniging Harlingen. |      |
| Het Rode Dorp Petrus Feddesstraat 7-15                                 | 1924        | Harlingen         | Petrus Feddesstraat 7-15                   | Kaart   | Zonder monumentstatus. Onderdeel van een bouwproject van 102 arbeiders- en middenstandswoningen in opdracht van Woningbouwvereniging Harlingen. |      |
| Het Rode Dorp Petrus Feddesstraat 17-29                                | 1924        | Harlingen         | Petrus Feddesstraat 17-29                  | Kaart   | Zonder monumentstatus. Onderdeel van een bouwproject van 102 arbeiders- en middenstandswoningen in opdracht van Woningbouwvereniging Harlingen. |      |
| Het Rode Dorp Petrus Feddesstraat 31-41                                | 1924        | Harlingen         | Petrus Feddesstraat 31-41                  | Kaart   | Zonder monumentstatus. Onderdeel van een bouwproject van 102 arbeiders- en middenstandswoningen in opdracht van Woningbouwvereniging Harlingen. |      |
| Het Rode Dorp Rein Miedemastraat 2-12                                  | 1924        | Harlingen         | Rein Miedemastraat 2-12                    | Kaart   | Zonder monumentstatus. Onderdeel van een bouwproject van 102 arbeiders- en middenstandswoningen in opdracht van Woningbouwvereniging Harlingen. |      |
| Het Rode Dorp Rein Miedemastraat 3-15                                  | 1924        | Harlingen         | Rein Miedemastraat 3-15                    | Kaart   | Zonder monumentstatus. Onderdeel van een bouwproject van 102 arbeiders- en middenstandswoningen in opdracht van Woningbouwvereniging Harlingen. |      |
| Het Rode Dorp Riedstraat 2-36                                          | 1924        | Harlingen         | Riedstraat 2-36                            | Kaart   | Zonder monumentstatus. Onderdeel van een bouwproject van 102 arbeiders- en middenstandswoningen in opdracht van Woningbouwvereniging Harlingen. |      |
| Winkelpand 'Excelsior'                                                 | 1925        | Leeuwarden        | Achter de Hoven 205                        | Kaart   | Gemeentelijk monument 0080/16. Gebouwd in opdracht van de Coöperatieve Produktie- en Verbruiksvereniging 'Excelsior'. |      |
| Vakantieoord 'Excelsior'                                               | 1926        | Nes               | Excelsiorstraat                            | Kaart   | Gesloopt in 1993. Gebouwd in opdracht van de Coöperatieve Produktie- en Verbruiksvereniging 'Excelsior'. |      |
| Gebouw 'Excelsior' (winkel, bakkerij en vergaderzaal)                  | 1926        | Drachten          | Torenstraat 4                              | Kaart   | Gemeentelijk monument 0090/40. Gebouwd in opdracht van de Coöperatieve Produktie- en Verbruiksvereniging 'Excelsior'. |      |
| Woning                                                                 | 1926        | Leeuwarden        | Nachtegaalstraat 1                         | Kaart   | Zonder monumentstatus. |      |
| Gemeentehuis van het Bildt                                             | 1927-1928   | Sint-Annaparochie | Van Harenstraat 47                         | Kaart   | Zonder monumentstatus. Herbergt sinds mei 2018 een gezondheidscentrum. |      |
| Arbeiderswoningen                                                      | 1928        | Britswerd         | Kleasterdyk 6-12                           | Kaart   | Zonder monumentstatus. |      |
| Boerderij                                                              | 1928        | Oudkerk           | Rhaladijk [?]                              |         | Zonder monumentstatus. |      |
| Winkelpand                                                             | 1928        | Leeuwarden        | Herenwaltje 12                             | Kaart   | Zonder monumentstatus. |      |
| Woning/atelier architect D. Meintema                                   | 1928        | Leeuwarden        | Harlingerstraatweg 26                      | Kaart   | Zonder monumentstatus. |      |
| Woning                                                                 | 1930        | Leeuwarden        | Uniabuurt 14                               | Kaart   | Zonder monumentstatus. Toegeschreven aan Meintema. |      |
| Pui winkelpand                                                         | 1930-1931   | Leeuwarden        | Voorstreek 39                              | Kaart   | Gemeentelijk monument 0080/104. |      |
| Woning                                                                 | 1930-1931   | Leeuwarden        | Mr. P.J. Troelstraweg 146                  | Kaart   | Gemeentelijk monument 0080/303. Herenhuis; stijl: Romantisch Expressionisme. |      |
| Woning                                                                 | 1931        | Leeuwarden        | Harlingerstraatweg 44                      | Kaart   | Zonder monumentstatus. |      |
| Voorhuis boerderij Ottemastate                                         | 1933        | Dronrijp          | Hatzum 8                                   | Kaart   | Zonder monumentstatus. |      |
| Woning                                                                 | 1933        | Leeuwarden        | Nachtegaalstraat 3                         | Kaart   | Zonder monumentstatus. |      |
| Woning                                                                 | 1935        | Leeuwarden        | Harlingerstraatweg 83                      | Kaart   | Zonder monumentstatus. |      |
| Woning                                                                 | 1935        | Leeuwarden        | Harlingerstraatweg 107                     | Kaart   | Zonder monumentstatus. |      |
| Woning                                                                 | 1935        | Weidum            | Hegedyk 30                                 | Kaart   | Zonder monumentstatus. |      |